# Iddah Asin
Iddah Asin là một luật sư và người điều hành công ty người Kenya. Cô là Giám đốc vấn đề và Chính sách của Chính phủ, đối với công ty dược phẩm Johnson & Johnson, tại các quốc gia của Hồ Lớn châu Phi. Vào năm 2017, tên cô được nằm trong "Top 40 phụ nữ dưới 40 tuổi ở Kenya", do National Media Group bình chọn.

## Bối cảnh và giáo dục
Cô sinh ra ở Kenya vào khoảng năm 1983. Cô đã theo học tại các trường học Kenya cho các trường tiểu học và trung học. Năm 2003, cô được nhận vào Đại học Makerere, ở Kampala, Uganda, trường đại học công lập lớn nhất và lâu đời nhất trong cả nước. Năm 2007, cô tốt nghiệp Cử nhân Luật. 
Cô trở về Kenya và lấy bằng Diploma về Luật từ Trường Luật Kenya, và được nhận vào Kenya Bar vào năm 2008. Sau đó, cô tốt nghiệp Thạc sĩ về Chính sách và Quản lý Công, từ Strathmore Business School, Nairobi. Cô cũng có Chứng chỉ Lãnh đạo Toàn cầu, do Đại học New York trao tặng, Trường Cao học Dịch vụ Công cộng Robert F. Wagner.

## Nghề nghiệp
Trong khoảng thời gian gần hai năm, từ tháng 1 năm 2008 đến tháng 9 năm 2009, cô làm trợ lý pháp lý cho công ty luật của Rautta & Company Advocates. Vào tháng 10 năm 2009, cô gia nhập JetLink Express Limited (IATA: J0, ICAO: JLX), với tư cách luật sư của hãng hàng không, có trụ sở tại Nairobi. Cô làm việc ở đó trong gần bốn năm rưỡi cho đến tháng 12 năm 2013
Vào tháng 1 năm 2014, cô được hãng hàng không quốc gia Kenya Airways (IATA: KQ, ICAO: KQA) thuê, làm Giám đốc, Chính phủ và Công nghiệp. Trong vai trò này, cô đã đàm phán các hiệp định dịch vụ song phương, cho phép KQ mở các tuyến mới đến Nam Phi, Zimbabwe và Việt Nam.
Sau ba năm tại KQ, vào tháng 2 năm 2017, cô được tập đoàn dược phẩm Mỹ Johnson & Johnson thuê làm giám đốc Chính phủ và Chính sách ở các nước Cộng đồng Đông Phi và Ethiopia, tổng cộng bảy quốc gia. Cô làm việc tại trụ sở công ty tại Nairobi, Kenya.